# Peter Breisiger
Peter Breisiger (également écrit Briesger, Bryssiger, fl. 1516-1542, dates de naissance et de décès inconnues) était un facteur d'orgue allemand. Il fut actif durant la première moitié du XVIe siècle dans le Saint-Empire. Breisiger continua la tradition progressiste allemande du siècle précédent (représentée par Stephan Kaschendorf, Heinrich Traxdorf et d'autres), qui mirent un terme à la tradition de l'orgue monobloc en introduisant des divisions séparées. Il alla plus loin encore et inventa plusieurs types de registrations (dont certaines étaient composées). Il écrivit aussi un certain nombre de manuels et de traités sur la registration, lesquels sont considérés de nos jours comme les plus importants dans leur genre au XVIe siècle et sont encore consultés. 
Breisiger a construit les orgues de la cathédrale Saint-Pierre de Trèves, de l'église paroissiale Sainte-Marie de l'Assomption (Liebfrauenkirche) à Andernach, ainsi que celles de plusieurs églises (Liebfrauenkirche, Florinskirche, l'église dominicaine) à Coblence,  Parmi ses créations on compte aussi l'orgue de l'église dominicaine de Maastricht (où son orgue fut probablement étudiée par Heinrich Niehoff), celle de la basilique de Tongres (Onze-Lieve-Vrouwe Basiliek) et celle de l'église St. Amor à Munsterbilzen. 